# رفع الأثقال في الألعاب الأولمبية الصيفية 2016
عقدت منافسات بطولة رفع الاثقال ضمن دورة الألعاب الأولمبية الصيفية 2016 في ريو دي جانيرو في الفترة من 06-16 أغسطس في جناح رقم 2 من مركز ريو سنترو . نافس حوالي 260 رياضياً (156 من الرجال و 104 من النساء) في 15 حدث مختلف وفقا لفئات الوزن لكل منها.

## المشاركون

### البلدان
- ألبانيا (2)
- الجزائر (2)
- ساموا الأمريكية (1)
- الأرجنتين (1)
- أرمينيا (7)
- أستراليا (2)
- النمسا (1)
- بيلاروس (8)
- بلجيكا (1)
- البرازيل (5)
- الكاميرون (2)
- كندا (2)
- تشيلي (2)
- الصين (10)
- كولومبيا (9)
- جزر كوك (1)
- كرواتيا (1)
- كوبا (2)
- قبرص (1)
- جمهورية التشيك (1)
- جمهورية الدومينيكان (3)
- الإكوادور (3)
- السلفادور (1)
- إستونيا (1)
- مصر (9)
- فيجي (2)
- فنلندا (2)
- فرنسا (5)
- جورجيا (4)
- ألمانيا (5)
- غانا (1)
- بريطانيا العظمى (2)
- اليونان (1)
- غواتيمالا (1)
- هايتي (1)
- هندوراس (1)
- المجر (1)
- الهند (2)
- إندونيسيا (7)
- إيران (5)
- العراق (1)
- إسرائيل (1)
- إيطاليا (2)
- اليابان (7)
- كازاخستان (8)
- كينيا (1)
- كيريباتي (1)
- قيرغيزستان (2)
- لاتفيا (2)
- ليتوانيا (1)
- مدغشقر (1)
- ماليزيا (1)
- مالطا (1)
- جزر مارشال (1)
- موريشيوس (1)
- المكسيك (4)
- مولدوفا (3)
- منغوليا (2)
- المغرب (2)
- ناورو (1)
- نيوزيلندا (2)
- نيكاراغوا (1)
- نيجيريا (1)
- كوريا الشمالية (8)
- بابوا غينيا الجديدة (1)
- بيرو (2)
- الفلبين (2)
- بولندا (5)
- بورتوريكو (1)
- قطر (1)
- رومانيا (4)
- ساموا (2)
- السعودية (1)
- صربيا (1)
- سيشل (1)
- سلوفاكيا (1)
- جزر سليمان (1)
- كوريا الجنوبية (7)
- إسبانيا (4)
- سريلانكا (1)
- السويد (1)
- سوريا (1)
- تايبيه الصينية (7)
- تايلاند (9)
- تونس (2)
- تركيا (4)
- تركمانستان (2)
- أوكرانيا (8)
- الإمارات العربية المتحدة (1)
- الولايات المتحدة (4)
- الأوروغواي (1)
- أوزبكستان (5)
- فنزويلا (4)
- فيتنام (4)

## ملخص الميداليات

### جدول الميداليات
| الترتيب          | منتخب            | ذهبية | فضية | برونزية | المجموع |
| ---------------- | ---------------- | ----- | ---- | ------- | ------- |
| 1                | الصين            | 5     | 2    | 0       | 7       |
| 2                | تايلاند          | 2     | 1    | 1       | 4       |
| 3                | إيران            | 2     | 0    | 0       | 2       |
| 4                | كوريا الشمالية   | 1     | 3    | 0       | 4       |
| 5                | كازاخستان        | 1     | 1    | 4       | 6       |
| 6                | تايبيه الصينية   | 1     | 0    | 1       | 2       |
| 6                | كولومبيا         | 1     | 0    | 1       | 2       |
| 6                | جورجيا           | 1     | 0    | 1       | 2       |
| 9                | أوزبكستان        | 1     | 0    | 0       | 1       |
| 10               | أرمينيا          | 0     | 2    | 0       | 2       |
| 10               | بيلاروس          | 0     | 2    | 0       | 2       |
| 10               | إندونيسيا        | 0     | 2    | 0       | 2       |
| 13               | الفلبين          | 0     | 1    | 0       | 1       |
| 13               | تركيا            | 0     | 1    | 0       | 1       |
| 15               | مصر              | 0     | 0    | 2       | 2       |
| 16               | اليابان          | 0     | 0    | 1       | 1       |
| 16               | ليتوانيا         | 0     | 0    | 1       | 1       |
| 16               | كوريا الجنوبية   | 0     | 0    | 1       | 1       |
| 16               | إسبانيا          | 0     | 0    | 1       | 1       |
| 16               | الولايات المتحدة | 0     | 0    | 1       | 1       |
| المجموع (21 بلد) | المجموع (21 بلد) | 15    | 15   | 15      | 45      |